# 黄安战役
黄安战役是发生在第一次国共内战期间的一次战役，属鄂豫皖苏区第三次反围剿。由中国共产党领导的红四方面军为应对国军15个师对根据地的围剿而进攻国民政府统治下的黄安县（今湖北省红安县）。

## 战役背景
1931年11月7日红四方面军在湖北黄安七里坪成立，以鄂豫皖苏区部队为主力组成。由于红军在鄂豫皖地区的不断发展，引起了中华民国国民政府的重视。自1931年9月始，蒋介石调集了国军15个师对红四方面军进行围剿。红军为粉碎其围剿计划，便主动出击，对国军展开进攻。同时，为了扩大和巩固苏区，又因为黄安城是南线国军靠近红军根据地中心的最突出的据点，它在红军的根据地及游击区的包围之中，于是发动了黄安战役。

## 战前部署

### 红军方面
红军在方面军成立之后，即以第10师第30团和第11、12师及黄安独立团，总计八个团的兵力进攻黄安。其战役目地为全歼赵冠英师，夺取黄安城。
根据国军守城部队的部署和周边兵力的配置，红军决定先打掉其外围据点并消灭可能的援军，待条件成熟时攻城。其第12师和第30团进攻东王家和下徐家据点，第11师和黄安独立团进攻高桥河和桃花点据点，并打击宋埠、麻城方向的援军。

### 国军方面
守城部队为国民革命军第69师的两个旅和两个团，师长赵冠英，其师部及206旅驻守城中，207旅的一个团驻守在城西王家畈、陈家畈、潘家湾地区，其中一个营在下徐家建立了独立据点。另一个团驻守在城北课子山、长林嗙、田湾铺地区，其中一个营和部分地方武装共700余人在东王家形成前哨据点。配属该师的第30师270团分驻于城南桃花镇和城西南的高桥河，以保障侧后方向安全，维护通向黄陂、宋埠的补给线。
此外，宋埠第30师、麻城第31师、歧亭第33师皆可策应随时增援黄安。

## 战役经过

### 外围攻击
1931年11月10日夜，红军各部队依战前部署开始对外围展开进攻。第12师和第30团在打退城内援军后，于14日攻下东王家据点，又在20日拿下下徐家据点。全歼据点守军两个营和地方武装共计1,200余人。第11师和黄安独立团在12、13日先后打退了第33师和第30师第90旅以及城内守军的增援，在18日攻克高桥河，20日拿下桃花店，消灭守军第207团。经10天的战斗，攻克了黄安外围的主要据点，阻击了第31师和第32师各一部的援军，阻断其与外界联系。

### 围城打援及总攻
指挥部见第一步作战计划已经达成，遂加紧围困城内守军，同时备战国军更大规模的增援。将黄安独立团配属第12师，缩紧对黄安的包围，第11师在桃花店构筑数道防御线，全力打援。第30团作为总预备队。
11月22日，黄安守军为改变被包围的状况，恢复与外界的联系，不断组织部队向外反扑。第206旅全部向南反扑，企图重占桃花店，但在郭受九地区被第12师击溃。次日，第206旅与第307旅的一个团再次向南突围，一度进入嶂山，但又一次被第12师打退。两次反破第12师共消灭守军千余人，缴获枪械700余支（挺），迫击炮一门。第12师乘胜向守军压迫，占领黄安东西两关。
12月7日，驻扎在宋埠的国军第30师两个旅兵自永佳河出援，被第11师第33团打退后由大小峰山撤至桃花店以北的五云山、周家拗一线的第二阵地。8日，红军再一次将援军打退至嶂山。9日，援军之一旅进入嶂山脚下的十里铺，第11师以两个团从两翼包抄援军，将其击溃，歼其一团，其余撤回宋埠。
12月18日，国军第30师又从歧亭、宋埠分两路大举北援。其右路进攻大小峰山，左路进攻独山、研子湾高地。在19日占领了桃花店和五云山，并在20日集中优势兵力进攻嶂山，曾一度突破红军的前沿阵地，接近师指挥所，第31团、师属通讯队手枪队投入战斗，红四方面军总指挥徐向前的亲临前线指挥。总预备队第30团由嶂山西侧倒水河向国军左侧迂回，第12师第35团驰援配合第33团从东王家湾向国军右翼包抄。赤卫军和地方游击队也先后投入战斗。第11师从三面反击，打垮援军，击毙2,000人。黄安被红军围困41天，军需匮乏，而援军率被打退，士气低迷。22日，红军的飞机“列宁号”（缴获自国军并更其名）在黄安上空投掷炸弹和宣传品，引起城中的混乱和恐慌。当日夜，红军对黄安发动总攻，攻破黄安，歼守军5,000人。

## 战果及后续影响
此役，红军歼守军5,000人，俘虏师长赵冠英及以下官兵近万人，缴获枪械7,000余支（挺），迫击炮10门，电台一部。且击溃国军5个旅的增援部队。
黄安战役的胜利是战术上的胜利，先扫除外围据点，收缩包围圈围困城中守军。又数次打退守军反破，消耗其力量。而采取的围城打援的战术，以防御为主消耗援军，再诱其深入，从两翼迂回包抄，在运动战中消灭援军，从而达让黄安守军军心涣散，在发动总攻时便一鼓作气，攻下黄安。
黄安战役的胜利促使周围的根据点连成一片，巩固了中心区域并向南扩张。消灭了国军大量的有生力量，打击了国军的信心。此役是红四方面军组建以来第一场胜仗，鼓舞了红军的士气，红四方面军为继续扩大根据地，反国军之围剿，发动了商潢战役。
为了纪念此役的胜利，共产党中央分局决定，将黄安县改名为红安县。黄安的两个独立团也扩编为独立第一师，又利用缴获的电台建立了通讯部门。
但是这次首胜也冲昏了张国焘等中央分局领导的头脑，盲目自大地以为国军主力仅剩余7个师，其余均为杂牌部队，认为红军将战无不胜。随着后期商潢战役的胜利，提出苏区的第一大事将是与帝国主义的直接战争。

## 脚注
1. 1 2 3 4 5 6  《中国人民解放军战役集成》p43
2. 1 2 3 4  《中国工农红军第四方面军史》 p150
3. 1 2 3  《黄安大捷》，选自《艰苦的历程》，人民出版社1984 年12 月
4. ↑  另一个团是民团武装
5. 1 2 3 4  《中国工农红军第四方面军史》 p151
6. ↑  《中国工农红军第四方面军史》 p152
7. ↑  《中国人民解放军全史·中国人民解放军战斗战役总览（下）》 p62
8. ↑  《中国工农红军第四方面军史》 p153
9. 1 2  《中国工农红军第四方面军史》 p154
10. ↑  指大日本帝国
11. ↑  《中国工农红军第四方面军史》 p155